# Buse roussâtre
Buteogallus meridionalis
Espèce
Synonymes
- Heterospizias meridionalis

Statut de conservation UICN

 LC  : Préoccupation mineure
Statut CITES

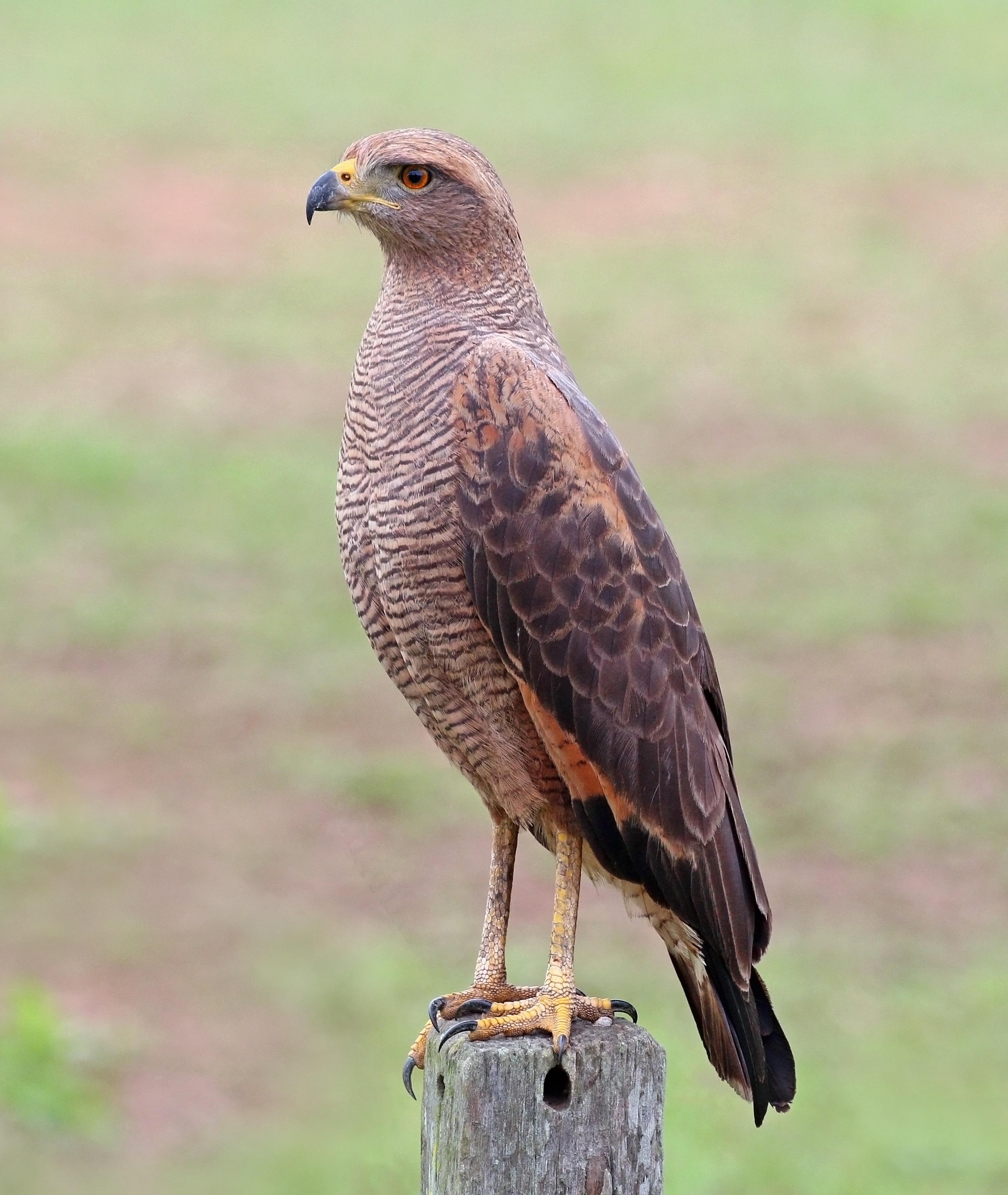
Une buse roussâtre dans le Pantanal.

La Buse roussâtre (Buteogallus meridionalis) est une espèce d'oiseaux de la famille des Accipitridae.
Son aire s'étend du Panama à travers l'Amérique du Sud.